# Caryanda longhushanensis
Caryanda longhushanensis är en insektsart som beskrevs av Li, T., W. Lu och Q. You 1996. Caryanda longhushanensis ingår i släktet Caryanda och familjen gräshoppor. Inga underarter finns listade i Catalogue of Life.